# فيديوس بوليو
بوبليوس فيديوس بوليو (توفي عام 15 قبل الميلاد) كان رومانيًا من رتبة الفروسية ، وصديقًا للإمبراطور الروماني أوغسطس ، الذي عينه في منصب السلطة في مقاطعة آسيا . لاحقا أصبح سيئ السمعة بسبب ذوقه الفاخر وقسوته تجاه عبيده – حيث كان يطعمهم لثعابين البحر .

## سيرة شخصية
ولد بوبليوس فيديوس بوليو، ، في القرن الأول قبل الميلاد وحصل على رتبة الفروسية .
يأتي ذكر بوبليوس بوليو في المصادر التاريخية لأول مرة بعد أن أصبح أوكتافيان (لاحقًا أغسطس) والحاكم الأوحد للعالم الروماني في عام 31 قبل الميلاد ؛ في وقت ما حل فيديوس بوليو في السلطة في مقاطعة آسيا نيابة عن الإمبراطور.
وعرف بوبليوس فيديوس بوليو بقسوتة وتعذيبة للعبيد . فكان يمتلك فيلا ضخمة في بوسيليبو على خليج نابولي ،  وصفها الشاعر أوفد لاحقًا بأنها «مثل المدينة». اولأكثر شهرة، وأنه احتفظ بمجموعة من ثعابين البحر في حوض عملا حيث يتم إلقاء العبيد الذين يزعجونة كطعام للثعابين.
وقد احتفظ، بصداقة لأغسطس قيصر ، و بنى على شرفه نصبًا تذكاريًا في بينيفنتو .

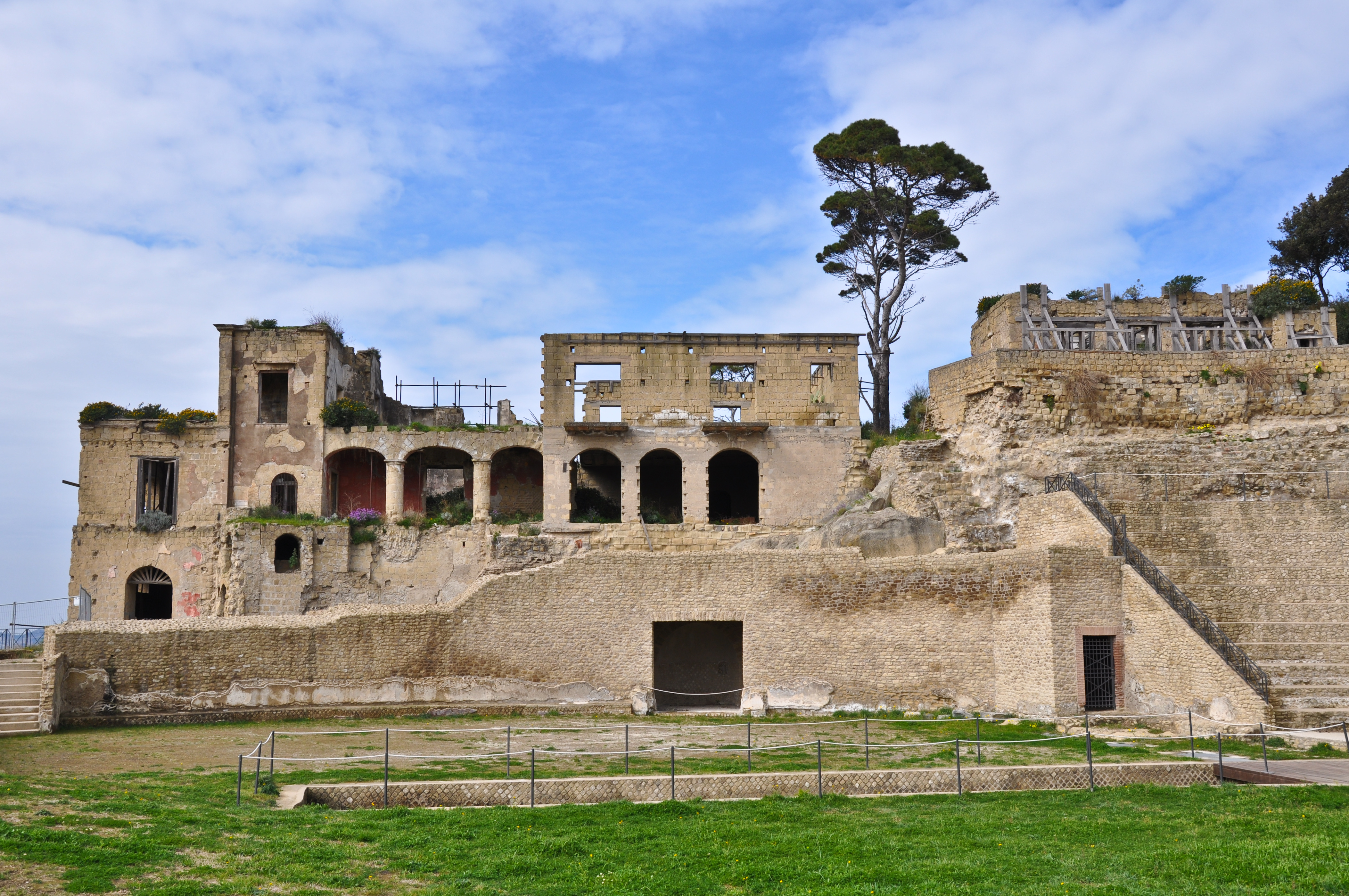
فيلا فيديوس بوليو ، بوسيليبو

و يظهر في رسائل شيشرونحاكم قيليقية كصديق بومبيوس الكبير . توفي فيدوس في 15 قبل الميلاد. و تلقى أغسطس جزءًا كبيرًا من أملاك فيدوس، بما في ذلك الفيلا الخاصة به في بوسيليبو .

## ميراثه
أصبحت معاملة فيديوس لعبيده وسلوك أغسطس تجاهه مواضيع حكايات في العصور القديمة. خلال أو بعد فترة وجيزة من عهد أغسطس، أشاد أوفيد بهدم منزل فيديوس باعتباره علامة غير الأخلاقية على حساب الإمبراطورية.
في القرن الأول الميلادي، استخدم الفيلسوف سينيكا الأصغر والموسوع بليني الأكبر قصة فيديوس. مع العبيد في كتابين عن الأخلاق أ  ذكر بليني الأكبر ثعبان البحر لفيديوس في كتابه التاريخ الطبيعي أثناء معالجة أنواع مختلفة من الأسماك . ، ذكر الكاتب المسيحي ترتليان أنه بعد كان بعد إعدام العبيد، يقوم فيديوس بطهي ثعابينه على الفور، حتى يتذوق أجساد عبيده .